# Joel Stebbins
Joel Stebbins (Omaha, 30 de julho de 1878 — Palo Alto, 16 de março de 1966) foi um astrônomo estadunidense pioneiro da fotometria fotoelétrica em astronomia. Stebbins desenvolveu a fotometria fotoelétrica de sua infância no começo dos anos 1900 até uma técnica matura na década de 1950, quando esta sucedeu a fotografia como método primário da fotometria. Stebbins aplicou a nova técnica na investigação do eclipse de binárias, o avermelhamento da luz estelar pela poeira interestelar, cores das galáxias e estrela variáveis.

## Carreira
Obteve um Ph.D. na Universidade da Califórnia. Foi diretor do Observatório da Universidade de Illinois, de 1903 a 1922, onde realizou trabalho inovativo com células de selênio. Em 1922 tornou-se diretor do Observatório Washburn na Universidade do Wisconsin-Madison, onde permaneceu até 1948. Após 1948 continuou a pesquisar no Observatório Lick até aposentar-se definitivamente em 1958.
Stebbins começou a fazer observações com um fotômetro de polarização. Frustrado com seu uso, ele trabalhou com F. C. Brown para desenvolver um fotômetro baseado em uma célula de selênio. A partir de 1907, Stebbins iniciou as primeiras medições usando o fotômetro de célula de selênio primeiro na lua e depois, à medida que a sensibilidade do instrumento foi aprimorada, em estrelas variáveis. Ele examinou binários eclipsantes como Algol começando em 1910. Em 1913, Henry Norris Russell desenvolveu a teoria dos binários eclipsantes, e Stebbins percebeu que havia muitos não descobertos. Ele logo descobriu que Beta Aurigae e Delta Orionis eram binários eclipsantes. Outras descobertas se seguiram.
O desenvolvimento da célula fotoelétrica por Jakob Kunz revolucionou a fotometria astronômica. As células fotoelétricas de Kunz eram muitas vezes mais sensíveis do que as disponíveis comercialmente e, portanto, capazes de detectar a fraca luz estelar. Em 1915, Stebbins usou os novos fotômetros para examinar Beta Lyrae, um sistema binário mais irregular. O novo equipamento permitiu observações de estrelas cada vez mais fracas. O trabalho de Stebbins foi reconhecido com o Prêmio Rumford da Academia Americana de Artes e Ciências em 1913, e a Medalha Henry Draper da Academia Nacional de Ciências dos Estados Unidos em 1915. O Observatório da Universidade de Illinois foi designado como marco histórico nacional com base na importância do trabalho de Stebbins e Kunz.
Em 1922, Stebbins mudou-se para a Universidade de Wisconsin-Madison , onde se tornou o diretor do Observatório Washburn em sucessão a George C. Comstock. Stebbins conduziu estudos fotométricos sistemáticos das estrelas da sequência principal do tipo O e tipo B e aglomerados globulares . Anos depois, ele se interessou pela poeira cósmica.  Seus alunos incluíam Olin J. Eggen, Charles M. Huffer, Gerald Kron e Albert Whitford.
Stebbins também contribuiu para a ornitologia, com seu trabalho pioneiro, com E. A. Fath, The Use of Astronomical Telescopes in Determining the Speeds of Migrating Birds.

## Honrarias
Prêmios
- Prêmio Rumford (1913) [8]
- Medalha Henry Draper (1915)[9]
- Medalha Bruce (1941) [10]
- Medalha de Ouro da Royal Astronomical Society (1950) [11]
- Henry Norris Russell Lectureship (1956) [12]

Nomeados postumamente
- Cratera lunar Stebbins
- Asteroide 2300 Stebbins